# Monda stupida
Monda stupida är en fjärilsart som beskrevs av Embrik Strand 1912. Monda stupida ingår i släktet Monda och familjen säckspinnare. Inga underarter finns listade i Catalogue of Life.